# Сідур Вадим Абрамович
Вадим Абрамович Сідур (28 червня 1924, Катеринослав, Українська СРР — 26 червня 1986, Москва, Російська РФСР) — український радянський художник, скульптор, авангардист, поет і прозаїк. Один із класиків скульптури XX сторіччя.

## Біографія
Народився в родині Абрама Яковича Сідура та Зінаїди Іванівни Андрианової. Одним із спогадів дитинства, які найбільше запам'яталися були події пов'язані із Голодомором 1932—1933 років. Зокрема в своєму автобіографічному творі «Пам'ятник сучасному стану» Вадим Сідур згадує про масову смертність від голоду у селах, про випадки трупоїдства та канібалізму, про харчування сурогатами. Також він розповідає про роботу системи Торгзін. Зокрема його мати в цьому магазині у Дніпропетровську обміняла срібну ложку на кілограм борошна. З 1942 по 1944 воював на фронтах радянсько-німецької війни, був важко поранений і демобілізований у званні гвардії старшого лейтенанта. В 1953 закінчив МВХПУ (Строганівське училище), факультет монументальної скульптури. Жив і працював у Москві.
Постійно стикався з офіційним неприйняттям своїх робіт, звинувачувався в формалізмі та пацифізмі. Виконував замовлення на міську декоративну скульптуру і приватні замовлення на надгробки. За життя не міг виставляти свої роботи в СРСР; за кордоном відбулося понад 30 виставок. Скульптури за його моделям встановлені в Німеччині — «Загиблим від насильства» (Кассель), «Волає» (Дюссельдорф), в США — «Голова Ейнштейна» та інші.

## Доробок
Найбільш відомі роботи:
- «Поранений» (1963),
- «Розпач» (1963),
- «Пам'ятник загиблим від насильства» (1965),
- «Бабин Яр» (1966),
- «Треблінка» (1966),
- цикл «Жіночий початок» (1977),
- «Формула скорботи» (1981).

Працював графіком; зокрема, за його ілюстраціями в 1970 вийшли поетичні збірки Юрія Левітанського «Кінематограф» і Юнни Моріц «Лоза». Писав вірші і прозу, що друкувалися в самвидаві і на Заході.
У 1989 році в Москві був створений Музей Вадима Сідура — єдиний московський державний музей, цілком присвячений сучасній скульптурі.

## Погром
14 серпня 2015 в Москві православними радикалами були пошкоджені 4 роботи Сідура, що знаходяться в російському Держфонді і представлені на виставці в Манежі. Вандали пояснили свої дії тим, що виставлені роботи ображали релігійні почуття віруючих.

## До 100-річчя від дня народження Вадима Сідура

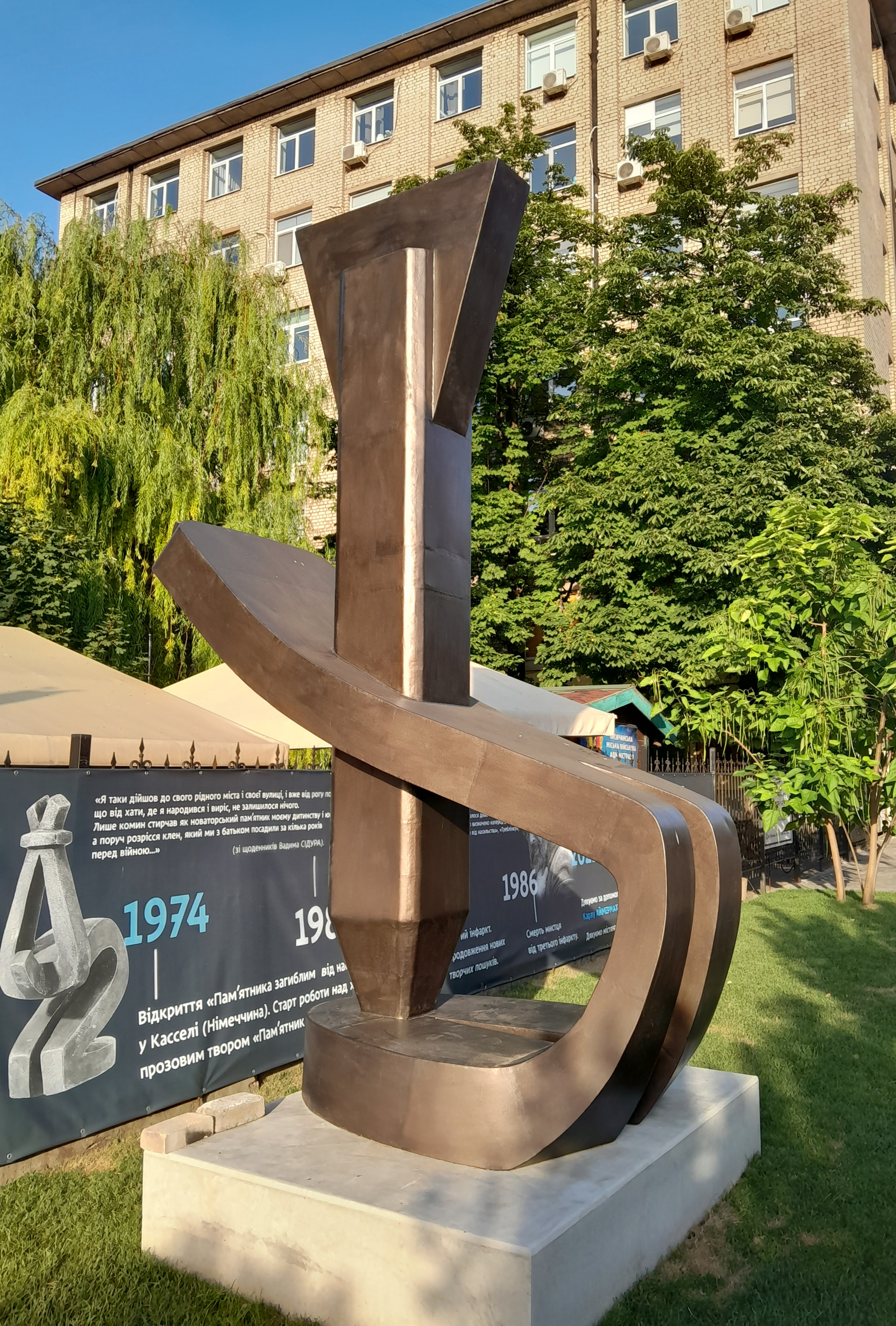
Пам’ятник загиблим від бомб

- «Пам’ятник загиблим від бомб»: у Дніпрі відкрили скульптуру видатного авангардиста Вадима Сідура \\28.06.2024
- Музей Вадима Сідура. Дніпро

## Згадки у ЗМІ

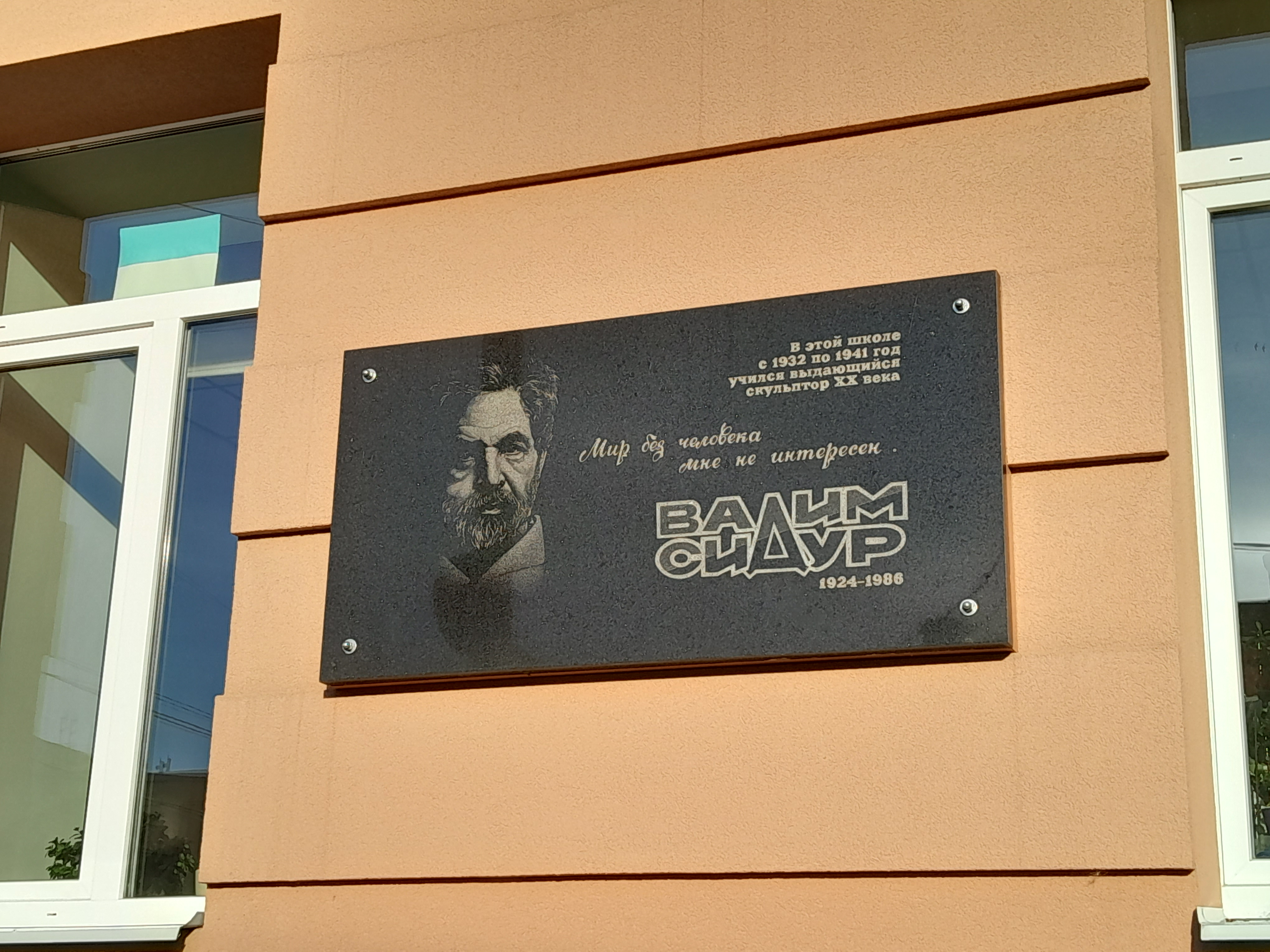
Музей В.Сідура

- Муза митця Вадима Сідура
- «Він обрав свій шлях». У Дніпрі відкрили музей відомого скульптора Вадима Сідура
- Вадим Сідур – скульптор-прибулець з іншої планети //28/06/2024